# Future Hits Live
Future Hits Live è un evento musicale italiano organizzato dall'emittente radiofonica Radio Zeta che si svolge annualmente dal 9 giugno 2022.

## Il programma
Ideato da Lorenzo Suraci e organizzato da Radio Zeta, i partecipanti prendono parte alla manifestazione attraverso la votazione degli utenti registrati all'emittente e i dati raccolti dalla società EarOne. Nel corso dell'evento vengono assegnati altri premi in collaborazione con la Federazione Industria Musicale Italiana, la Società Italiana degli Autori ed Editori e la società dei Produttori Musicali Indipendenti Italia, oltre che premi alla carriera.

### Location
| Location                      | Edizione | Edizione | Edizione | Edizione | Totale |
| Location                      | 1ª       | 2ª       | 3ª       | 4ª       | Totale |
| ----------------------------- | -------- | -------- | -------- | -------- | ------ |
| Auditorium Parco della Musica |          |          |          |          | 1      |
| Foro Italico                  |          |          |          |          | 3      |
| Arena di Verona               |          |          |          |          | 3      |

## Cast

### Conduzione
| Conduzione           | Edizione | Edizione | Edizione | Edizione | Totale |
| Conduzione           | 1ª       | 2ª       | 3ª       | 4ª       | Totale |
| -------------------- | -------- | -------- | -------- | -------- | ------ |
| Paola Di Benedetto   |          |          |          |          | 4      |
| Jody Cecchetto       |          |          |          |          | 2      |
| Camilla Ghini        |          |          |          |          | 2      |
| Luigi Santarelli     |          |          |          |          | 1      |
| Giulia Laura Abbiati |          |          | 2        |          |        |

## Edizioni
| Edizione | Anno | Periodo        | Periodo          | Puntate | Conduzione         | Conduzione           | Conduzione       | Trasmissione          | Trasmissione                              | Trasmissione        | Location                      | Location                      |
| Edizione | Anno | Inizio         | Fine             | Puntate | Conduzione         | Conduzione           | Conduzione       | Radio                 | TV                                        | Streaming           | Location                      | Location                      |
| -------- | ---- | -------------- | ---------------- | ------- | ------------------ | -------------------- | ---------------- | --------------------- | ----------------------------------------- | ------------------- | ----------------------------- | ----------------------------- |
| 1ª       | 2022 | 9 giugno 2022  | 9 giugno 2022    | 1       | Paola Di Benedetto | Jody Cecchetto       | Camilla Ghini    | Radio Zeta, RTL 102.5 | Radio Zeta TV, RTL 102.5 TV, Sky Uno, TV8 | RTL 102.5 Play, Now | Auditorium Parco della Musica | Auditorium Parco della Musica |
| 2ª       | 2023 | 10 giugno 2023 | 30 agosto 2023   | 2       | Paola Di Benedetto | Jody Cecchetto       | Camilla Ghini    | Radio Zeta, RTL 102.5 | Radio Zeta TV, RTL 102.5 TV, Sky Uno, TV8 | RTL 102.5 Play, Now | Foro Italico                  | Arena di Verona               |
| 3ª       | 2024 | 31 maggio 2024 | 4 settembre 2024 | 2       | Paola Di Benedetto | Giulia Laura Abbiati | Luigi Santarelli | Radio Zeta, RTL 102.5 | Radio Zeta TV, RTL 102.5 TV, Sky Uno, TV8 | RTL 102.5 Play, Now | Foro Italico                  | Arena di Verona               |
| 4ª       | 2025 | 1º giugno 2025 | 2 settembre 2025 | 2       | Paola Di Benedetto | Giulia Laura Abbiati | Non presente     | Radio Zeta, RTL 102.5 | Radio Zeta TV, RTL 102.5 TV, Sky Uno, TV8 | RTL 102.5 Play, Now | Foro Italico                  | Arena di Verona               |

### Prima edizione (2022)
La prima edizione è andata in onda il 9 giugno 2022 all'Auditorium Parco della Musica con la conduzione di Paola Di Benedetto, Jody Cecchetto e Camilla Ghini.

#### Artisti (in ordine di uscita)
- Tommaso Paradiso – Piove in discoteca, Tutte le notti, Non avere paura
- Coez – Essere liberi, È sempre bello
- Elodie – Bagno a mezzanotte, Tribale
- Achille Lauro – Medley: Stripper, Rolls Royce, Bam Bam Twist, 16 marzo
- Gazzelle – Medley: Non sei tu, Destri
- Alfa – You Make Me So Happy
- Ernia – Medley: Superclassico, Di notte, Ferma a guardare
- Coma Cose – Medley: Post concerto, Mancarsi, Fiamme negli occhi
- Sangiovanni – Scossa
- Margherita Vicario – Medley: Abaué (morte di un trap boy), Pina colada, Onde
- Psicologi – Pagine
- Mahmood – Inuyasha, Kobra
- Mahmood e Blanco – Brividi
- Blanco – Medley: Notti in bianco, Nostalgia
- Max Gazzè e Carl Brave – Cristo di Rio, Posso
- Franco126 – Medley: Blue Jeans, Stanza singola, Mare malinconia
- Rkomi – Insuperabile, Partire da te
- Dardust e Massimo Pericolo – Signore del bosco
- Ariete – Medley: Pillone, Castelli di lenzuola, Ultima notte
- Fulminacci – Brutte compagnie
- Irama – Medley: Ovunque sarai, 5 gocce, La genesi del tuo colore
- Gaia – Salina
- Luigi Strangis – Tienimi stanotte
- Ditonellapiaga – Chimica
- Chiello – Quanto ti vorrei
- Mara Sattei – Shot
- Tananai – Baby Goddamn
- Fedez, Tananai e Mara Sattei – La dolce vita
- Sick Luke – DJ set: Solite pare, Dream Team, Effe, Sportswear, Stamm fort, Falena

#### Ascolti
| Puntata | Location                      | Messa in onda | Ascolti        | Ascolti | Ascolti |
| Puntata | Location                      | Messa in onda | Telespettatori | Share   | Fonte   |
| ------- | ----------------------------- | ------------- | -------------- | ------- | ------- |
| 1       | Auditorium Parco della Musica | 9 giugno 2022 | 275 000        | 1,80%   | [ 6 ]   |

### Seconda edizione (2023)
La seconda edizione è andata in onda il 10 giugno al Foro Italico e il 30 agosto 2023 all'Arena di Verona con la conduzione di Paola Di Benedetto, Jody Cecchetto e Camilla Ghini.

#### Artisti (in ordine di uscita)
- Prima tappa:
  - Tommaso Paradiso – Viaggio intorno al sole
  - Elodie – OK. Respira, Pazza musica
  - Lazza – Uscito di galera, Cenere
  - Matteo Paolillo – Vipera, 'O mar for
  - Fabio Rovazzi e Orietta Berti – La discoteca italiana
  - Rocco Hunt – Non litighiamo più
  - Mr. Rain – Supereroi
  - Mr. Rain e Sangiovanni – La fine del mondo
  - Ariete – Un'altra ora
  - Tananai – Medley: Abissale, Sesso occasionale, Tango
  - Tony Effe ed Emma – Taxi sulla Luna
  - Pinguini Tattici Nucleari – Rubami la notte, Ricordi
  - Madame – Aranciata
  - Achille Lauro – Rolls Royce, Bam Bam Twist
  - Achille Lauro e Rose Villain – Fragole
  - Rose Villain – Medley: Cartoni animati, Fantasmi, Michelle Pfeiffer
  - Fedez, Articolo 31 e Annalisa – Disco Paradise
  - Annalisa – Mon Amour
  - Geolier – Money, Come vuoi
  - Emma – Mezzo mondo
  - Rhove – Pelé
  - Blanco – Un briciolo di allegria, Innamoratissimo
  - Gazzelle – Idem, Destri
  - Alfa – Bellissimissima
  - Francesca Michielin – Fulmini addosso
  - Mara Sattei – Tasche
  - Irama e Rkomi – Hollywood
  - Angelina Mango – Ci pensiamo domani
  - LDA – Granita
  - Boro e Oriana – Coco Chanel
  - Elettra Lamborghini – Mani in alto
  - Rosa Chemical – Made in Italy, Bellu guaglione
- Seconda tappa:
  - Merk & Kremont – DJ set
  - The Kolors – Italodisco
  - Tananai – Medley: Abissale, Tango
  - Irama e Rkomi – Quando piove, Sulla pelle, Hollywood
  - Rhove – Pelé, Shakerando, Ancora
  - Ariete – Un'altra ora, L'ultima notte
  - Tedua – Malamente, Red Light
  - Ernia – Bella fregatura, Superclassico
  - Ernia e Bresh – Parafulmini
  - Bresh – Altamente mia, Guasto d'amore
  - Geolier – Money, Il male che mi fai, Come mi vuoi
  - Mr. Rain – Supereroi
  - Mr. Rain e Sangiovanni – La fine del mondo
  - CoCo, Luchè e Geeno – Qualcosa da bere
  - Luchè – La notte di San Lorenzo
  - Guè – Mollami, Cookies n' Cream
  - Tony Effe – Boss, Taxi sulla Luna
  - Jain – Makeba
  - Ava, Anna, Capo Plaza – Vetri neri
  - Capo Plaza – Allenamento 2, Giovane fuoriclasse, Non fare così, Capri Sun
  - Gazzelle – Idem, Destri
  - Fulminacci – Ragù, Santa Marinella
  - Rosa Chemical – Made in Italy, Bellu guaglione, Polka
  - Angelina Mango – Ci pensiamo domani
  - Alfa – Bellissimissima
  - AKA 7even – Rock n Roll
  - Leo Gassmann – Capiscimi
  - Alex Wyse – Mano ferma
  - Chiamamifaro e Asteria – Santa subito
  - Olly – Tutto con te
  - Wax – Colori
  - Grenbaud – Ballare
  - Ansiah – Niente di buono
  - La Sad e Naska – Summersad 4
  - Gianmaria – Disco dance
  - Lucio Corsi – Radio Mayday
  - Aiello – Mi piace molto
- Premi:
  - Vincitore Premio FIMI: Drillionaire

#### Ascolti
| Puntata | Location        | Messa in onda  | Ascolti        | Ascolti | Ascolti |
| Puntata | Location        | Messa in onda  | Telespettatori | Share   | Fonte   |
| ------- | --------------- | -------------- | -------------- | ------- | ------- |
| 1       | Foro Italico    | 10 giugno 2023 | 314 000        | 2,00%   | [ 10 ]  |
| 2       | Arena di Verona | 30 agosto 2023 | 324 000        | 2,40%   | [ 11 ]  |
| Media   | Media           | Media          | 319 000        | 2,20%   |         |

### Terza edizione (2024)
La terza edizione è andata in onda il 31 maggio al Foro Italico e il 4 settembre 2024 all'Arena di Verona con la conduzione di Paola Di Benedetto, Luigi Santarelli e Giulia Laura Abbiati.

#### Artisti (in ordine di uscita)
- Prima tappa:
  - Sarah Toscano – Sexy magica
  - Clara – Origami all'alba, Diamanti grezzi
  - Maninni – Spettacolare, Amore gourmet
  - Il Pagante e Fabio Rovazzi – Maranza
  - Il Tre – Fragili, Camminare sulla luna
  - SLF – Replay
  - Chiello – Limone, Stanza 107
  - Zerb – DJ set: Mwaki, Addicted
  - Ricchi e Poveri – Ma non tutta la vita, Aria
  - Annalisa – Sinceramente, Mon Amour
  - The Kolors – Karma, Un ragazzo una ragazza, Italodisco
  - Bnkr44 – Governo punk, Ma che idea, Estate 80
  - Orietta Berti – Una vespa in due
  - Paola & Chiara – Festa totale, Furore
  - Emma – Femme fatale, Apnea
  - Rhove – Alé, Petit fou fou, Pelé
  - Mahmood – Bakugo, Tuta gold
  - Ghali – Paprika, Casa mia
  - Gazzelle – Mezzo secondo, Destri
  - Capo Plaza – Acqua passata, Subito dopo, Money Rain, Ancora qua, Capri Sun
  - Capo Plaza e Anna – Vetri neri
  - Anna – 30°C
  - Articolo 31 – Il funkytarro, La fidanzata, Ohi Maria, Maria Salvador, Peyote
  - Alfa – Vabbè ciao, Bellissimissima
  - Tananai – Baby Goddamn, Veleno, Tango
  - Bresh – Torcida, Nightmares
  - Geolier – Come vuoi, I p' me, tu p' te
  - Irama – Tu no, Galassie
  - Fedez ed Emis Killa – Sexy shop
  - Rose Villain – Come un tuono, Click boom!
  - Alessandra Amoroso – Fino a qui
  - Alessandra Amoroso e BigMama – Mezzo rotto
  - BigMama – La rabbia non ti basta, Cento occhi
  - Tony Effe – Miu miu
  - Tony Effe e Gaia – Sesso e samba
  - Gaia – Dea saffica
  - Massimo Pericolo – Moneylove, Straniero
  - Rocco Hunt – Musica italiana
  - Mr. Rain – Due altalene, Paura del buio
  - Fred De Palma – Extasi, Notte cattiva
  - Angelina Mango – La noia, Melodrama
  - Twenty Six – DJ set: Buscando Money
- Seconda tappa:
  - Sixpm – DJ set
  - Annalisa e Tananai – Storie brevi
  - Alex Wyse – Gocce di limone
  - Benji & Fede – Musica animale
  - Fred De Palma – Passione
  - Holden – Randagi
  - Sarah Toscano – Sexy magica
  - Leo Gassmann – Take That
  - Elodie – Black Nirvana
  - Icy Subzero e Clara – Ghetto Love
  - Clara – Diamanti grezzi
  - Mahmood – Ra ta ta
  - LDA – Rosso lampone
  - Leon Faun – Ragazzo normale
  - Ele A – KO
  - Coma Cose – Malavita
  - Petit – Medley: Che fai, Tornerai, Mammami'
  - Tony Boy – Medley: Leanin', Dentro la mia testa
  - Capo Plaza – Medley: Giovane fuoriclasse, Acqua passata, Fino all'alba
  - Bresh – Torcida
  - Ditonellapiaga – Latitante
  - Artie 5ive – 00
  - Diss Gacha – Medley: Mississipi Drive, Captato
  - Bnkr44 – Estate 80, Ma che idea
  - Naska – Cattiva
  - Rhove – Alé
  - Angelina Mango – Melodrama
  - Emma – Femme fatale
  - Fabri Fibra, Baby Gang ed Emma – In Italia 2024
  - Olly – Devastante
  - Olly e Angelina Mango – Per due come noi
  - Olly, Jvli ed Emma – Ho voglia di te
  - The Kolors – Karma
  - Rocco Hunt – Musica italiana
  - Alfa – Vabbè ciao
  - Rose Villain – Click boom!
  - Geolier – I p' me, tu p' te, El Pibe de Oro
  - Alessandra Amoroso e BigMama – Mezzo rotto
  - Tony Effe e Gaia – Sesso e samba
  - Anna – 30°C
- Premi:
  - Vincitrice Premio FIMI: Anna

#### Ascolti
| Puntata | Location        | Messa in onda    | Ascolti        | Ascolti | Ascolti |
| Puntata | Location        | Messa in onda    | Telespettatori | Share   | Fonte   |
| ------- | --------------- | ---------------- | -------------- | ------- | ------- |
| 1       | Foro Italico    | 31 maggio 2024   | 284 000        | 1,80%   | [ 15 ]  |
| 2       | Arena di Verona | 4 settembre 2024 | 370 000        | 2,60%   | [ 16 ]  |
| Media   | Media           | Media            | 327 000        | 2,20%   |         |

### Quarta edizione (2025)
La quarta edizione è andata in onda il 1º giugno al Foro Italico e il 2 settembre 2025 all'Arena di Verona con la conduzione di Paola Di Benedetto e Giulia Laura Abbiati.

#### Artisti (in ordine di uscita)
- Prima tappa:[19]
  - Gabry Ponte – Tutta l'Italia, Brokenhearted, Blue (Da Ba Dee)
  - Guè – Meravigliosa
  - Shablo, Guè, Joshua e Tormento – Spirito libero
  - The Kolors – Pronto come va, Tu con chi fai l'amore
  - Tony Boy – Tutti i giorni, Il tempo cura
  - Coma Cose – La gelosia
  - Fedez e Clara – Scelte stupide
  - Rocco Hunt – Cosa ti amo a fare?, Mille vote ancora
  - Gaia – Chiamo io chiami tu
  - Trigno – D'amore non si muore, Maledetta Milano
  - Capo Plaza – Giovane fuoriclasse, Lo so che, Capri Sun
  - Noemi – Non sono io
  - Ghali – Chill
  - Carl Brave e Sarah Toscano – Perfect
  - Fred De Palma – Barrio lambada, Sexy rave (con Baby Gang)
  - Tananai – Booster, Bella madonnina
  - Joan Thiele – Eco
  - Bresh – Umore marea
  - Alfa – A me mi piace
  - Bnkr44 – Luna rossa
  - Alessandra Amoroso – Cose stupide, Serenata (con Serena Brancale)
  - Baby Gang – Tu me quieres
  - Franco126 – Futuri possibili
  - Dardust – Le bolero brutal
  - Francesca Michielin – Francesca
  - BigMama – San Junipero
  - Lucio Corsi – Volevo essere un duro, Situazione complicata
  - Tony Effe – Icon, Miu miu
  - Rkomi – Dirti no
  - Annalisa – Maschio
  - Artie 5ive – Sogno americano
  - Rose Villain e Tony Effe – Victoria's Secret
  - Achille Lauro – Amor
  - Olly – Balorda nostalgia
  - Lazza – Zeri in più (Locura), Buio davanti
  - Emis Killa – In auto alle 6:00 (con Lazza), Parole di ghiaccio

#### Ascolti
| Puntata | Location        | Messa in onda    | Ascolti        | Ascolti | Ascolti |
| Puntata | Location        | Messa in onda    | Telespettatori | Share   | Fonte   |
| ------- | --------------- | ---------------- | -------------- | ------- | ------- |
| 1       | Foro Italico    | 1º giugno 2025   | 317 000        | 2,30%   | [ 20 ]  |
| 2       | Arena di Verona | 2 settembre 2025 |                |         |         |
| Media   |                 |                  |                |         |         |

## Audience
| Edizione | Trasmissione          | Trasmissione                              | Trasmissione        | Anno | Stagione         | Programmazione | Programmazione | Programmazione | Programmazione | Programmazione | Programmazione | Programmazione | Collocazione | Media auditel  | Media auditel | Premiere       | Premiere | Finale         | Finale |
| Edizione | Radio                 | TV                                        | Streaming           | Anno | Stagione         | L              | M              | M              | G              | V              | S              | D              | Collocazione | Telespettatori | Share         | Telespettatori | Share    | Telespettatori | Share  |
| -------- | --------------------- | ----------------------------------------- | ------------------- | ---- | ---------------- | -------------- | -------------- | -------------- | -------------- | -------------- | -------------- | -------------- | ------------ | -------------- | ------------- | -------------- | -------- | -------------- | ------ |
| 1ª       | Radio Zeta, RTL 102.5 | Radio Zeta TV, RTL 102.5 TV, Sky Uno, TV8 | RTL 102.5 Play, Now | 2022 | primavera        |                |                |                |                |                |                |                | Prima serata | 275 000        | 1,80%         | –              | –        | –              | –      |
| 2ª       | Radio Zeta, RTL 102.5 | Radio Zeta TV, RTL 102.5 TV, Sky Uno, TV8 | RTL 102.5 Play, Now | 2023 | primavera-estate |                |                |                | 319 000        | 2,20%          | 314 000        | 2,00%          | Prima serata | 324 000        | 2,40%         |                |          |                |        |
| 3ª       | Radio Zeta, RTL 102.5 | Radio Zeta TV, RTL 102.5 TV, Sky Uno, TV8 | RTL 102.5 Play, Now | 2024 | primavera-estate |                |                | 327 000        | 284 000        | 2,20%          | 1,80%          | 370 000        | Prima serata | 2,60%          |               |                |          |                |        |
| 4ª       | Radio Zeta, RTL 102.5 | Radio Zeta TV, RTL 102.5 TV, Sky Uno, TV8 | RTL 102.5 Play, Now | 2025 | primavera-estate |                |                |                |                |                |                | 317 000        | Prima serata | 2,30%          |               |                |          |                |        |